# Мрежа за действие за дъждовните гори
Мрежа за действие за дъждовните гори (на английски: Rainforest Action Network, RAN) е екологична организация със седалище в Сан Франциско, САЩ.
Основана  е от Ранди „Урагана“ Хейс (Randy "Hurricane" Hayes) и Майк Ръсел (Mike Roselle) през 1985 г. Организацията печели популярност в национален мащаб за първи път след организирането на обществена информационна кампания през 1987 г., с която успява да убеди Бъргър Кинг да анулира договори на стойност 35 милиона долара за закупуване на говеждо месо от животновъди в Централна Америка, които са обезлесили дъждовни гори и са ги превърнали в пасищни полета.